# Фолрад II фон Даненберг
Фолрад II фон Даненберг (на немски: Volrad II von Dannenberg; † 1226, Рендсбург) е граф на Даненберг (1207 – 1226) на левия бряг на река Елба на ок. 40 км юго-източно от Люнебург в Долна Саксония.

## Произход и наследство
Той е син на граф Хайнрих I фон Даненберг († сл. 28 август 1209) и внук на граф Фолрад I фон Даненберг († 10 април 1167/1169).
Баща му Хайнрих I построява замък Даненберг ок. 1200 г. От 1223 до 1224 г. в кулата на замъка е скрит и затворен датския крал Валдемар II, също и синът му Валдемар Млади. Фолрад II фон Даненберг е убит в боевете през 1226 г. срещу Валдемар II при Рендсбург.
Линията на графовете на Даненберг свършва през 1303 г., когато граф Николаус дава правата си на Ото Строгия от Брауншвайг-Люнебург за доживотна пенсия.

## Фамилия
Фолрад II фон Даненберг се жени за Юта фон Вьолпе († сл. 1215), дъщеря на граф Бернхард II фон Вьолпе (1176 – 1221) и първата му съпруга София фон Дасел († сл. 1215). Юта е племенница на Изо (1167 – 1231), епископ на Ферден (1205 – 1231). Те имат четири деца:
- Хайнрих II фон Даненберг († сл. 1253), граф на Даненберг, има две дъщери
- Бернард I фон Даненберг († сл. 1237), граф на Даненберг; има четири сина
- дете фон Даненберг († 22 септември 1236, Зойле в Курланд)
- Гербург фон Даненберг († сл. 1240), омъжена за граф Хайнрих фон Люхов